# Yes (альбом Yes)
Yes — музичний альбом гурту Yes. Виданий 25 липня 1969 року лейблом Atlantic Records/WEA. Загальна тривалість композицій становить 41:22 або 69:40 в розширеній версії. Альбом відносять до напрямку прогресивний рок.

## Список пісень
1. Beyond and Before — 4:50
2. I See You — 6:33
3. Yesterday and Today — 2:37
4. Looking Around — 3:49
5. Harold Land — 5:26
6. Every Little Thing — 5:24
7. Sweetness — 4:19
8. Survival — 6:01